# Astalor maidli
Astalor maidli är en stekelart som beskrevs av Schulthess 1925. Astalor maidli ingår i släktet Astalor och familjen Eumenidae. Inga underarter finns listade.